# Rhodamnia blairiana
Rhodamnia blairiana är en myrtenväxtart som beskrevs av Ferdinand von Mueller. Rhodamnia blairiana ingår i släktet Rhodamnia och familjen myrtenväxter.

## Underarter
Arten delas in i följande underarter:
- R. b. blairiana
- R. b. propinqua